# Текстообработка
Текстообработката е процес на създаване, редактиране и форматиране на текстов електронен документ. Извършва се с помощта на програми, най-общо наричани текстови редактори или текстови процесори. Често текстови редактори се предоставят заедно с операционната система и могат да бъдат ползвани например за промяна на съдържанието на изходния код (сорс кода), написан на език за програмиране.

## Софтуер за целта
В зависимост от целите и операционната система, с която се работи, може да се избират различни програми за работа. Повече информация може да се намери на страницата Текстов редактор. Най-общо редакторите са за обикновени текстови файлове и документни файлове, като за вторите се ползват програми като Microsoft Word, WordPerfect и OpenOffice.org. Съществуват и програми за оптично разпознаване на символи OCR, които служат за прехвърляне на документи или текст от хартия в цифров вид на компютър. Такива са: OmniPage, Adobe Acrobat, ABBYY FineReader, OneNote и др.
Някои програми притежават специфични характеристики и функции, например:
- Редактори за писане на програмен код – притежават допълнителна функционалност за улесняване писането на програмен код, като проверка на синтаксиса на кода, речник на кода и т.н.
- IDEs (integrated development environments) – използват се за писане на програмен код при по-големи проекти. Предлагат богата гама от функционалности, които не се използват при обикновеното редактиране на текст.
- HTML редактори – преобразуват неформатиран текст в web страници и web приложения. Такива редактори са: Dreamweaver, E Text Editor, Microsoft FrontPage, HotDog, Homesite, Nvu, Tidy, and GoLive.

## Файлови формати
Текстови файлови формати са: .txt, .doc, .docx, .dot, .rtf, .xml, .wps. Към тях може да добавим PDF и EPUB.

## Създаване и редактиране на текст
Както и при пишещите машини, за въвеждането на текст се използва клавиатура. Предимството на работата с текстов редактор обаче е възможността да се коригират части от текста, по всяко едно време. Въведеният вече текст може да бъде изтрит, преместен или копиран. С помощта на текстов редактор също така може да се търси определена дума или повтарящ се фрагмент, и да бъдат заменени многократно в целия текст.

## Текстово оформление

### Шрифтове, стилове, абзаци
Основните характеристика на всеки един текст са:
- шрифт,
- цвят,
- големина на буквите.

Допълнително при форматирането може да се правят настройки за стил:
- удебелен,
- подчертан,
- наклонен,
- във вид на степен,
- във вид на индекс и т.н.),
- разстояние между буквите, ефекти на фона (мигащ фон, мигаща рамка и т.н.)

Съществуват и т.нар. стилове, които допълнително улесняват работата по форматирането на текста. С тяхна помощ се оформят фрагменти от текста, като се прилагат няколкото от гореспоменатите характеристики едновременно, като по този начин потребителят спестява време за въвеждане на настройки поотделно. Съществуват предварително зададени стилове за заглавие, абзац, знак, таблица, списък. Възможно е също така потребителят да добавя и свои стилове.
Форматирането на абзац включва подравняване/центриране на текста, разстояние между редовете, отстъпление на първия ред, отстояние от съседните абзаци и от размера на листа.

### Вмъкване на картини, таблици, схеми
За да стане един текст по-атрактивен и прегледен, към него може да се добавят картини/снимки, декоративни букви, таблици, схеми, специални символи, художествен текст. Тези елементи от своя страна също могат да бъдат форматирани по отношение на размер, фон, ефекти.

### Настройка на страниците
При настройката на страниците може да се избира размерът им, ориентацията на листа (пейзажна или портретна), настройка на празните полета в краищата на страницата, номериране на страниците, настройки за повтарящ се текст в долния и горния край на листа, отстояние на всеки нов абзац и всеки нов ред на страницата.

## Принтиране на текст
Принтирането (отпечатването) на текст се нарича процесът на прехвърляне на вече създаден текст от компютъра върху хартиен носител. Този процес също е вид текстообработка, понеже също крие в себе си богат набор от настройки. Такива са: качество на печат (с цел пестене на мастило), цветен или черно-бял печат, брой на екземплярите за печат, коя част от текста да се отпечата (целия текст, текуща страница, предварително зададени страници). Към тях може да се добавят и допълнителни параметри на печата: странични полета, размер на хартията, ориентация на листа, посока на листа.

## Автоматична текстообработка
Чрез езици за програмиране може да се напишат програми, които автоматично да обработват подаден текст по предварително зададени параметри. Това намира широко приложение при валидацията на данни. Автоматичната обработка включва, но не се изчерпва с:
- Проверка на дължината на текста.
- Проверка на съвпадение на текста с даден шаблон – e-mail адреси, web адреси, букви (имена), цифри (възраст, валутна стойност и т.н.)
- Търсене на текст в по-голяма база данни и извеждане на съответните съвпадения.
- Сравняване на един текст с друг и посочване на разликите.
- Замяна на един текст с друг.
- Преформатиране от малки в големи букви и обратно.
- Проверка за правописни грешки (подчертаване на думи, които не са част от речника на съответната програма).
- Изтриване/скриване на предварително зададени думи, фрази и т.н.
- Форматиране на текста според специфични изисквания (BG dd/MM/yy; US MM/dd/yy; валутен знак и т.н.).